# Palacio del Gran Maestre (La Valeta)
El Palacio del Gran Maestre (en maltés: Palazz tal-Gran Mastru; oficialmente conocida como El Palacio) se encuentra en la calle del Antiguo Teatro, entre las calles de los Comerciante y de la República en La Valeta, la capital de Malta.
En la actualidad alberga la Presidencia de la República de Malta y hasta 2015, la Cámara de Representantes. Además es un sitio de patrimonio gestionado por Heritage Malta. El Palacio fue uno de los primeros edificios en La Valeta, erigido en 1571. El edificio original fue la casa de Eustaquio del Monte, un sobrino del gran maestre Jean de la Vallette, fundador de la ciudad. Esta casa fue comprada y Girolamo Cassar fue el encargado de diseñar un palacio. Con los años, el palacio fue ampliado y desarrollado por los sucesivos grandes maestres, que lo usaron como residencia oficial.
En este edificio se conserva una valiosa armadura del siglo XVI, con la cual posó en gran maestre Alof de Wignacourt para su su retrato pintado por Caravaggio y que actualmente está en el Museo del Louvre.